# So di non sapere
"So di non sapere" è un detto attribuito a Socrate, pervenutoci attraverso il racconto di Platone, filosofo greco. Il concetto, anche chiamato paradosso socratico, è ritenuto il fondamento del pensiero del filosofo greco, perché basato su un'ignoranza intesa come consapevolezza di non conoscenza definitiva, che diventa però movente fondamentale del desiderio di conoscere.

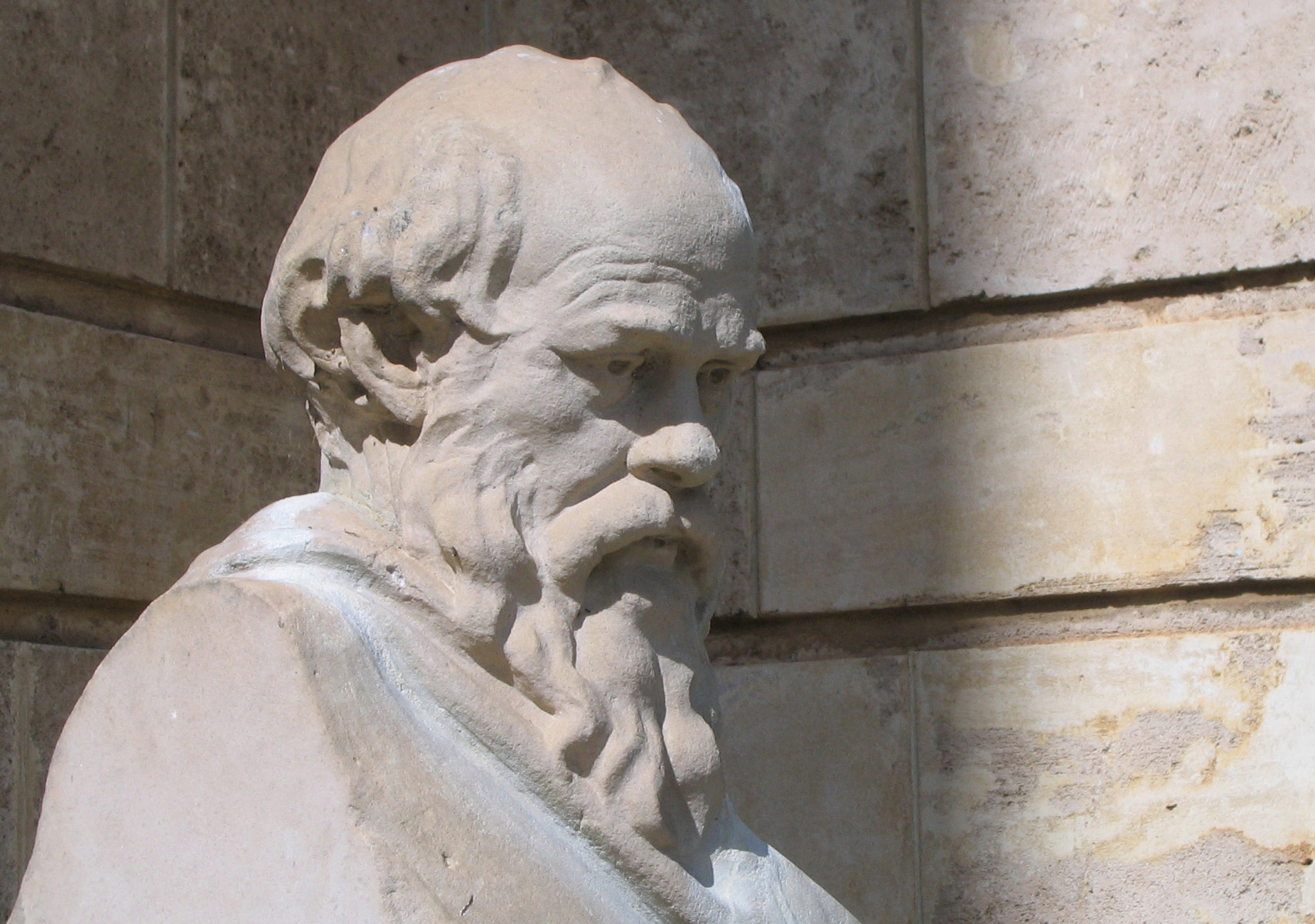
Busto di Socrate.

## Le fonti

### Gli scritti di Platone
Le fonti storiche che ci sono pervenute descrivono Socrate come un personaggio animato da una grande sete di verità e di sapere, che però sembravano continuamente sfuggirgli. Egli diceva di essersi convinto così di non sapere, ma proprio per questo di essere più sapiente degli altri.
Nell'Apologia di Socrate ci viene descritto come egli abbia preso coscienza di ciò a partire da un singolare episodio. Un suo amico, Cherefonte, aveva chiesto alla Pizia, la sacerdotessa dell'oracolo di Apollo a Delfi, chi fosse l'uomo più sapiente di Atene, e questa aveva risposto che era Socrate. Egli sapeva di non essere sapiente, e quindi cercò di trovare qualcuno più saggio di lui tra politici, poeti e artigiani. Sembrava che i politici rivendicassero saggezza senza conoscenza; i poeti potevano toccare le persone con le loro parole, ma non ne conoscevano il significato; e gli artigiani potevano rivendicare la conoscenza solo in campi specifici e ristretti.
Poiché l'Oracolo non può mentire, il suo responso andava quindi inteso nel senso che la vera sapienza consiste nella consapevolezza della propria ignoranza.
Alla fine del confronto, prosegue Socrate, coloro che credevano di essere sapienti, messi di fronte alle proprie contraddizioni e inadeguatezze, provarono stupore e smarrimento, apparendo per quello che erano: dei presuntuosi ignoranti che non sapevano di essere tali. «Allora capii», dice Socrate, «che veramente io ero il più sapiente perché ero l'unico che non sa né pensa di sapere».
Platone dunque riferisce che Socrate si ritiene più saggio di qualsiasi altra persona proprio perché non s'illude di sapere ciò che non sa:

### IlMenone
Socrate si occupa di questa frase anche nel dialogo di Platone Menone quando dice:
Qui, Socrate mira al cambiamento di opinione di Menone, che credeva fermamente nella propria opinione e la cui pretesa di conoscenza Socrate aveva smentito.
È essenzialmente la domanda che dà inizio alla filosofia occidentale. Socrate inizia tutta la saggezza con lo stupore, quindi bisogna cominciare con l'ammettere la propria ignoranza. Dopotutto, il metodo di insegnamento dialettico di Socrate si basava sul fatto che lui come insegnante non sapeva nulla, quindi avrebbe ricavato la conoscenza dai suoi studenti attraverso il dialogo.
C'è anche un passaggio di Diogene Laerzio nella sua opera Vite e opinioni di eminenti filosofi dove elenca, tra le cose che Socrate soleva dire: " εἰδέναι μὲν μηδὲν πλὴν αὐτὸ τοῦτο εἰδέναι ", ovvero "che non sapeva nulla tranne che sapeva proprio quel fatto (cioè che non sapeva nulla)".
Di nuovo, più vicino alla citazione, c'è un passaggio nell'Apologia di Platone, dove Socrate dice che dopo aver discusso con qualcuno iniziò a pensare che:
È anche una curiosità che ci sia più di un passaggio nelle narrazioni in cui Socrate afferma di avere conoscenza su qualche argomento, ad esempio sull'amore:

## Etimologia
La frase, originaria dal latino ("ipse se nihil scire id unum sciat "), è una possibile parafrasi da un testo greco (vedi sotto). È anche citato come "scio me nihil scire" o "scio me nescire ".  In seguito è stato tradotto in greco Katharevousa come "[ἓν οἶδα ὅτι] οὐδὲν οἶδα", [hèn oîda hóti] oudèn oîda).

## Utilizzo alternativo
Il detto parafrasato, sebbene ampiamente attribuito a Socrate, maestro di Platone sia nei tempi antichi che in quelli moderni, in realtà non si trova precisamente in questa forma nelle opere di Platone: "so di non sapere nulla". Due eminenti studiosi di Platone hanno recentemente sostenuto che l'affermazione non dovrebbe essere attribuita al Socrate di Platone.
Socrate in realtà non afferma propriamente di non sapere nulla perché in Apologia 29b-c afferma due volte di sapere qualcosa. Vedi anche Apologia 29d, dove Socrate indica che è così sicuro della sua pretesa di conoscenza in 29b-c che è disposto a morire per questo.
Il "paradosso socratico" può anche riferirsi ad affermazioni di Socrate che sembrano contrarie al senso comune, come ad esempio che "nessuno desidera il male" (vedi paradossi socratici).

## Importanza ed eredità
Nicola Cusano definì il sapere di non sapere socratica come "teoria della dotta ignoranza", cui dedicò un trattato omonimo.